# Larry Moffett
Larry Moffett (Mobile, Alabama, 5 de noviembre de 1954-Shreveport, Luisiana, 2 de mayo de 2011) fue un jugador de baloncesto estadounidense que jugó una temporada en la NBA, además de hacerlo en la liga italiana, la liga francesa, la liga belga y la Primera B española. Con 2,03 metros de estatura, lo hacía en la posición de ala-pívot.

## Trayectoria deportiva

### Universidad
Jugó tres temporadas en tres universidades diferentes. Comenzó jugando un año en la Universidad Murray State, para pasar al año siguiente al Junior College de Compton, y finalmente una última temporada con los Rebels de la Universidad de Nevada, Las Vegas, promediando en total 10,3 puntos y 9,7 rebotes por partido. Fue uno de los artífices, junto con jugadores como Reggie Theus o Glen Gondrezick, en alcanzar la Final Four de la NCAA, en la que cayeron ante North Carolina.

### Profesional
Fue elegido en la trigésimo cuarta posición del Draft de la NBA de 1977 por Houston Rockets, donde fue uno de los jugadores menos utilizados por su entrenador, Tom Nissalke, apareciendo únicamente en 20 partidos en los que promedió 0,8 puntos y 1,1 rebotes, antes de ser despedido en el mes de marzo.
Tras quedarse sin equipo, se marchó a la liga italiana, fichando por el Juventus Caserta, jugando una temporada en la que promedió 21,0 puntos y 9,1 rebotes por partido. En 1982 ficha por el Jeanne d'Arc Vichy de la liga francesa, regresando a Italia al año siguiente para jugar en el Latini Forlì, donde sólo disputa 6 partidos en los que promedia 11,8 puntos y 11,0 rebotes.
Juega al año siguiente en Brujas, en la liga belga, para finalmente fichar por el Lagisa Gijón de la Primera B española, donde juega dos temporadas.

## Estadísticas de su carrera en la NBA

### Temporada regular
| Temporada | Edad | Equipo          | Liga | P  | TIT | MIN | TC  | TCA | %TC  | 3P | 3PA | %3P | TL  | TLA | %TL  | R.OF. | R.DEF. | REB | ASIS | ROB | TAP | PER | FP  | PTS |
| 1977-78   | 23   | Houston Rockets | NBA  | 20 |     | 5.5 | 0.3 | 0.9 | .294 |    |     |     | 0.3 | 0.5 | .600 | 0.5   | 0.6    | 1.1 | 0.4  | 0.1 | 0.1 | 0.4 | 0.8 | 0.8 |
| Total     |      |                 | NBA  | 20 |     | 5.5 | 0.3 | 0.9 | .294 |    |     |     | 0.3 | 0.5 | .600 | 0.5   | 0.6    | 1.1 | 0.4  | 0.1 | 0.1 | 0.4 | 0.8 | 0.8 |